# Accidentally in Love
Accidentally in Love ist ein Lied der Rockband Counting Crows und wurde als Filmsong für Shrek 2 – Der tollkühne Held kehrt zurück geschrieben.

## Hintergrund
Das Lied wurde für die Oscarverleihung 2005 für den Oscar für den besten Filmsong, für den Grammy Award für das beste Lied, geschrieben für visuelle Medien und den Golden Globe Award für den besten Filmsong nominiert.
Im Film ist Accidentally in Love die Musik zu den Flitterwochen von Shrek und Fiona zu Beginn des Films. Bei der Oscarverleihung wurde der Rocksong von Adam Duritz aus der Band Counting Crows vorgetragen. Auf dem offiziellen Soundtrack war es das erste Stück.

## Kommerzieller Erfolg

### Chartplatzierungen
| ChartsChartplatzierungen       | Höchstplatzierung | Wochen |
| ------------------------------ | ----------------- | ------ |
| Deutschland (GfK)              | 86 (4 Wo.)        | 4      |
| Österreich (Ö3)                | 59 (2 Wo.)        | 2      |
| Vereinigte Staaten (Billboard) | 39 (20 Wo.)       | 20     |
| Vereinigtes Königreich (OCC)   | 28 (5 Wo.)        | 5      |

### Auszeichnungen für Musikverkäufe
| Land/Region                  | Auszeichnungen für Musikverkäufe (Land/Region, Auszeichnung, Verkäufe) | Verkäufe  |
| ---------------------------- | ---------------------------------------------------------------------- | --------- |
| Spanien (Promusicae)         | Gold                                                                   | 30.000    |
| Vereinigte Staaten (RIAA)    | Gold                                                                   | 500.000   |
| Vereinigtes Königreich (BPI) | Platin                                                                 | 600.000   |
| Insgesamt                    | 2× Gold · 1× Platin ·                                                  | 1.130.000 |